# Buren (gemeente)

Topografische gemeentekaart van Buren, september 2022

Buren (uitspraakⓘ) is een gemeente in de Nederlandse provincie Gelderland. De gemeente telt 27.777 inwoners (1 januari 2024, bron: CBS) en heeft een oppervlakte van 142,93 km² (waarvan 8,27 km² water). Het gelijknamige vestingstadje Buren heeft historische banden met het Huis van Oranje.

## Geschiedenis
De gemeente Buren in de huidige vorm is ontstaan uit de vroegere gemeente Buren, zoals die in de negentiende eeuw bestond. Tot 1978 bestond de gemeente Buren uit de stad zelf en de dorpen Asch en Erichem. Op 1 januari 1978 zijn de gemeenten Beusichem, Zoelen en een gedeelte van Buurmalsen aan de gemeente toegevoegd. Op 1 januari 1999 werd Buren vergroot met de gemeenten Lienden en Maurik. Sinds 1999 staat het gemeentehuis niet meer in Buren, maar in Maurik.

## Plaatsen in de gemeente
| Woonplaats (BAG) | Inwoners 2023 |
| ---------------- | ------------- |
| Asch             | 380           |
| Beusichem        | 3.475         |
| Buren            | 2.655         |
| Buurmalsen       | 2.655         |
| Eck en Wiel      | 1.625         |
| Erichem          | 530           |
| Ingen            | 2.250         |
| Kapel-Avezaath   | 200           |
| Kerk-Avezaath    | 1.360         |
| Lienden          | 5.905         |
| Maurik           | 4.945         |
| Ommeren          | 780           |
| Ravenswaaij      | 655           |
| Rijswijk         | 535           |
| Zoelen           | 1.770         |
| Zoelmond         | 550           |

Buurtschappen:
- Aalst
- De Akker
- Bontemorgen
- De Bosjes
- Den Eng
- Essebroek
- Ganzert
- De Heuvel
- Hoog Kana
- Hoogmeien
- Klinkenberg
- Lingemeer
- Leutes
- Luchtenburg
- Lutterveld
- De Mars
- Meerten
- Meertenwei
- Ommerenveld
- Tweesluizen
- Zandberg
- Zevenmorgen en Zwarte Paard

Voormalig dorp: Verhuizen

## Ligging
De gemeente is gelegen in het zuidwestelijke deel van de provincie Gelderland, in de streek de Neder-Betuwe. De gemeente ligt omsloten door regionaal belangrijke plaatsen als Tiel, Geldermalsen, Culemborg, Wijk bij Duurstede en Rhenen.

## Cultuur

### Bezienswaardigheden
- Sint-Lambertuskerk
- Waag
- Raadhuis
- Molen Prins van Oranje

### Monumenten en beelden
In de gemeente is een aantal rijksmonumenten, gemeentelijke monumenten en oorlogsmonumenten, zie:
- Lijst van rijksmonumenten in Buren (plaats)
- Lijst van rijksmonumenten in Buren (gemeente)
- Lijst van gemeentelijke monumenten in Buren (plaats)
- Lijst van gemeentelijke monumenten in Buren (gemeente)
- Lijst van oorlogsmonumenten in Buren
- Lijst van beelden in Buren

### Musea
- Museum Buren & Oranje (gevestigd in het oude stadhuis)
- Marechausseemuseum (gevestigd in het voormalig weeshuis)
- Streekmuseum Baron van Brakell (gevestigd op het landgoed Den Eng in Ommeren)

## Gemeentehuis
Het gemeentehuis van Buren, in de volksmond het gemeentepaleis of -kasteel genoemd, is gevestigd aan de De Wetering 1 te Maurik. Het pand is ontworpen door het architectenbureau Alberts en Van Huut volgens de ideeën van het organisch bouwen. Het gemeentehuis van Buren staat aan de rand van Maurik, langs de provinciale weg N320. De bouw van het gemeentehuis kostte € 15.882.000. Rond dit pand is een park aangelegd, volgens burgemeester K.C. Tammes "voor de Burense bevolking". De kosten voor de aanleg van het park bedroegen ruim 2 miljoen euro.

## Media
- De gemeente maakt haar informatie kenbaar via de wekelijkse De Stad Buren. Verder brengt de gemeente ieder kwartaal een gemeentemagazine uit.
- In de gemeente Buren wordt iedere woensdag de huis-aan-huis-krant De Zakengids verspreid.
- Regio Omroep Betuwe verzorgt radio- en televisie-uitzendingen voor de gemeenten Buren en West Betuwe.

## Politiek

### Gemeenteraad
De gemeenteraad van Buren bestaat uit 21 zetels. Hieronder de behaalde zetels per partij bij de gemeenteraadsverkiezingen sinds 1999:
| Gemeenteraadszetels                 | Gemeenteraadszetels | Gemeenteraadszetels | Gemeenteraadszetels | Gemeenteraadszetels | Gemeenteraadszetels | Gemeenteraadszetels | Gemeenteraadszetels |
| Partij                              | 1998                | 2002                | 2006                | 2010                | 2014                | 2018                | 2022                |
| ----------------------------------- | ------------------- | ------------------- | ------------------- | ------------------- | ------------------- | ------------------- | ------------------- |
| Gemeentebelangen Buren              | -                   | -                   | -                   | 2                   | 4                   | 8                   | 9                   |
| Protestants Christelijke Groepering | 2                   | 2                   | 2                   | 3                   | 3                   | 3                   | 3                   |
| VVD                                 | 7                   | 6                   | 6                   | 6                   | 5                   | 4                   | 3                   |
| PvdA/GroenLinks (tot 2022: PvdA)    | 4                   | 5                   | 6                   | 4                   | 4                   | 2                   | 2                   |
| CDA                                 | 3                   | 2                   | 2                   | 2                   | 2                   | 1                   | 2                   |
| D66                                 | 1                   | 1                   | 1                   | 2                   | 2                   | 1                   | 1                   |
| Partij voor de Dieren               | -                   | -                   | -                   | 1                   | 1                   | 2                   | 1                   |
| Buren Oprecht en Eerlijk            | -                   | -                   | 1                   | 1                   | -                   | -                   | -                   |
| Gemeentebelangen Maurik             | 1                   | 2                   | 1                   | -                   | -                   | -                   | -                   |
| Gemeentebelangen '90                | 1                   | 1                   | 1                   | -                   | -                   | -                   | -                   |
| Beter Buren                         | -                   | 2                   | 1                   | -                   | -                   | -                   | -                   |
| Totaal                              | 19                  | 21                  | 21                  | 21                  | 21                  | 21                  | 21                  |

### College van B&W
Het college van burgemeester en wethouders bestaat uit:
Burgemeester
- H.M. (Hans Martijn) Ostendorp (CDA), portefeuille: Openbare orde en veiligheid; (Regionale) samenwerking en coördinatie op verbonden partijen; Handhaving APV; Brandweer; Toekomstoriëntatie; Juridische Zaken; Communicatie; HRM; Stedenband

Wethouders
- K.A. (Karl) Maier (GB), portefeuille: 1e locoburgemeester; Financiën; Dienstverlening; Kerngericht werken; Burgerzaken; ICT; Economische zaken; Recreatie en toerisme (inclusief bedrijventerreinen); Vastgoed en accommodaties; Handhaving en vergunningen (ruimtelijk)
- J.P. (Pieter) Neven (PCG), portefeuille: 2e locoburgemeester; Ruimtelijke ontwikkelingen (inclusief projecten); Grondzaken (inclusief grondverkoop) en Omgevingswet; Verkeer, vervoer en mobiliteit; Openbare ruimte; groen; IBOR; begraafplaatsen; afval; speelplaatsen
- M. (Monique) Bettink-Pierik (CDA), portefeuille: 3e locoburgemeester; Sociaal domein; Wmo/jeugd; Inburgering; Inwonerparticipatie; Onderwijs inlcusief IHP; (handhaving) kinderopvang; volwasseneneducatie; Welzijn en preventie; bibliotheekwerk; leesstimulering en laaggeletterdheid; Gezondheidszorg; Dierenwelzijn; Cultuur
- E.M. (Martine) de Bas (GB), portefeuille: 4e locoburgemeester; Duurzaamheid; Wonen; Woningbouw, huisvesting (inclusief taakstelling statushouders) en buitenlandse arbeidskrachten; Leefbaarheid; Vrijwilliger(werk); Sport en bewegen; Werk en inkomen; arbeidsparticipatie

Gemeentesecretaris
- M. (Michiel) van Dalen, taken: Eerste adviseur van het college van B&W; Directeur van de ambtelijke organisatie

## Verkeer en vervoer
Door de gemeente leiden de A15 en de provinciale wegen N233, N320, N833, N834 en N835. De A15 en N320 vormen als het ware de ruggengraat van de gemeente, met de andere provinciale wegen haaks daarop liggend. Daarnaast liggen er ook verschillende veerverbindingen aan de gemeentegrenzen, zoals het Beusichemse veer (Beusichem - Wijk bij Duurstede), het Wijkse veer (Wijk bij Duurstede - Rijswijk), het Amerongense veer (Amerongen - Eck en Wiel) en het Ingense veer (Ingen - Elst). Deze veerdiensten geven een directe aansluiting op provinciale wegen aan de overzijde van de Rijn en de Lek, zoals de N225 en de N229.
Het openbaar vervoer in deze gemeente is per bus van Arriva met o.a.:
- Lijn 44 tussen Tiel en Wageningen
- Lijn 46 tussen Tiel en Culemborg
- Lijn 263 tussen Maurik en Beusichem
- Lijn 641 tussen Lienden en Culemborg

### Stedenband
- Kinderhook (New York), (Verenigde Staten), sinds 2018

## Bekende bewoners
- Sarah Blom (1985), psychologe, schrijfster en theatermaakster
- Hans van Oort (1949), godsdiensthistoricus en theoloog

## Aangrenzende gemeenten
| Aangrenzende gemeenten | Aangrenzende gemeenten | Aangrenzende gemeenten  | Aangrenzende gemeenten | Aangrenzende gemeenten |
| ---------------------- | ---------------------- | ----------------------- | ---------------------- | ---------------------- |
| Wijk bij Duurstede (U) |                        | Utrechtse Heuvelrug (U) |                        | Rhenen (U)             |
|                        |                        |                         |                        |                        |
| Culemborg              |                        |                         |                        |                        |
|                        |                        |                         |                        |                        |
| West Betuwe            |                        | Tiel                    |                        | Neder-Betuwe           |

## Afbeeldingen

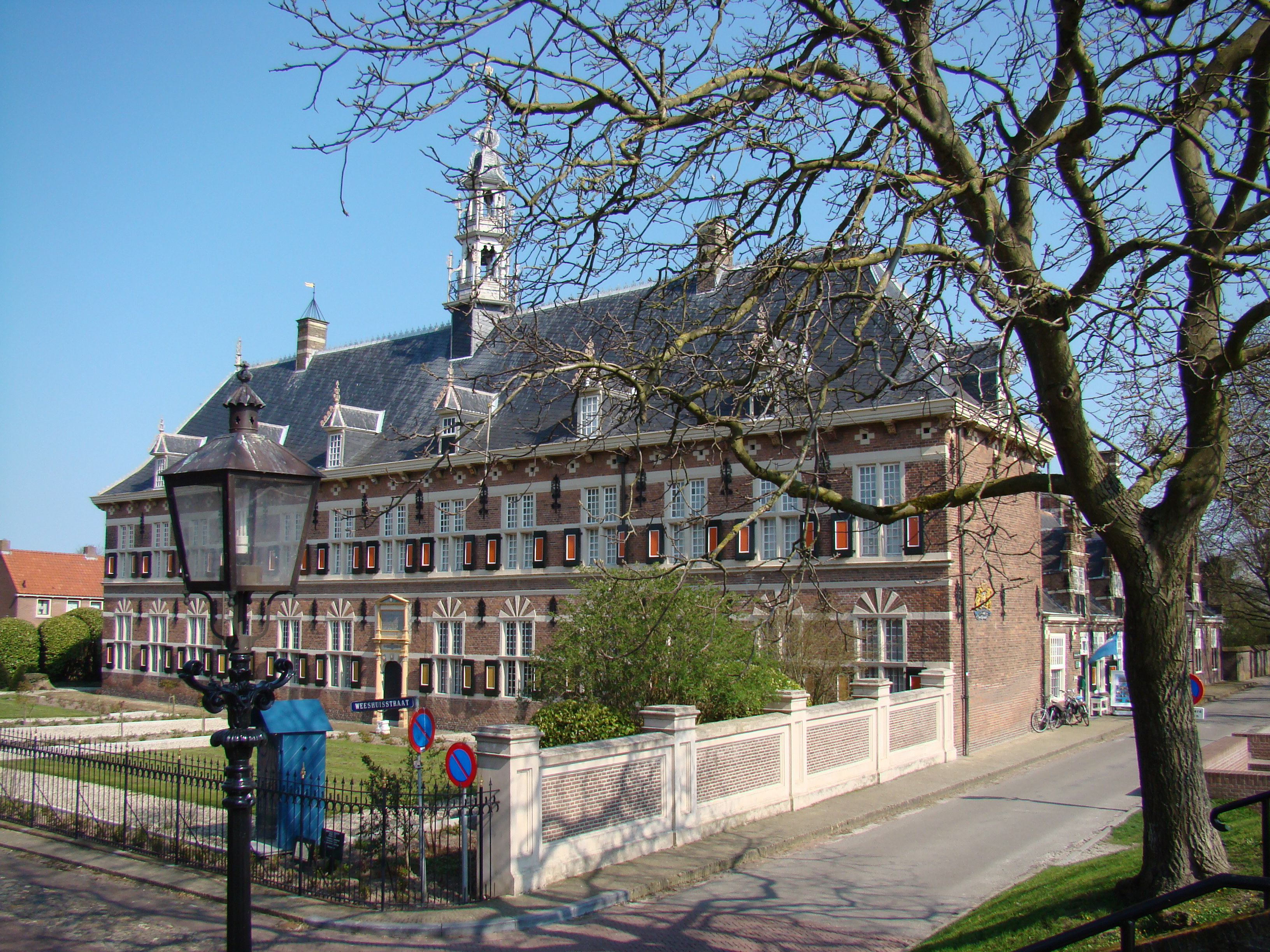
Voormalig weeshuis (2010)
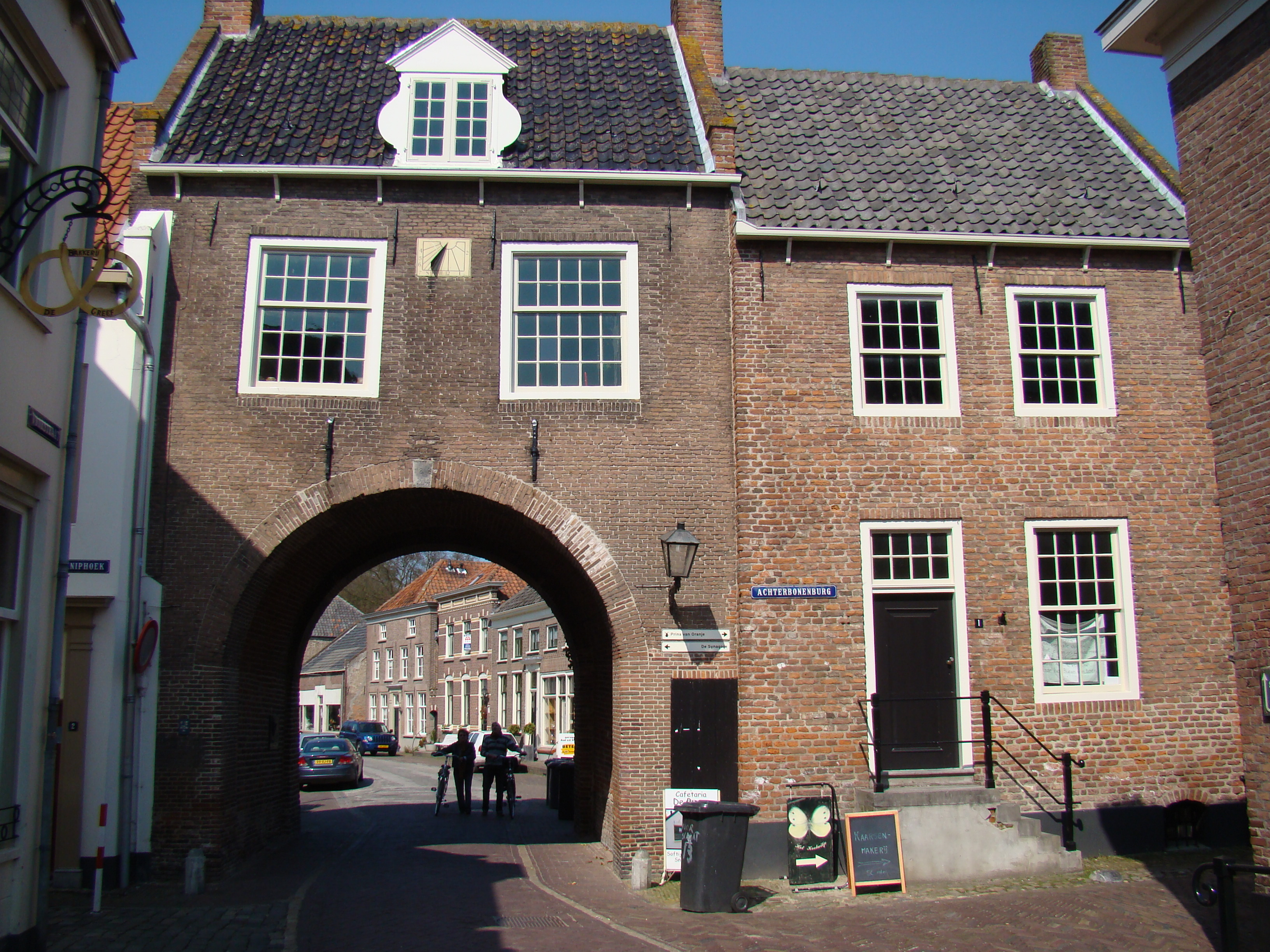
Stadspoort (2010)
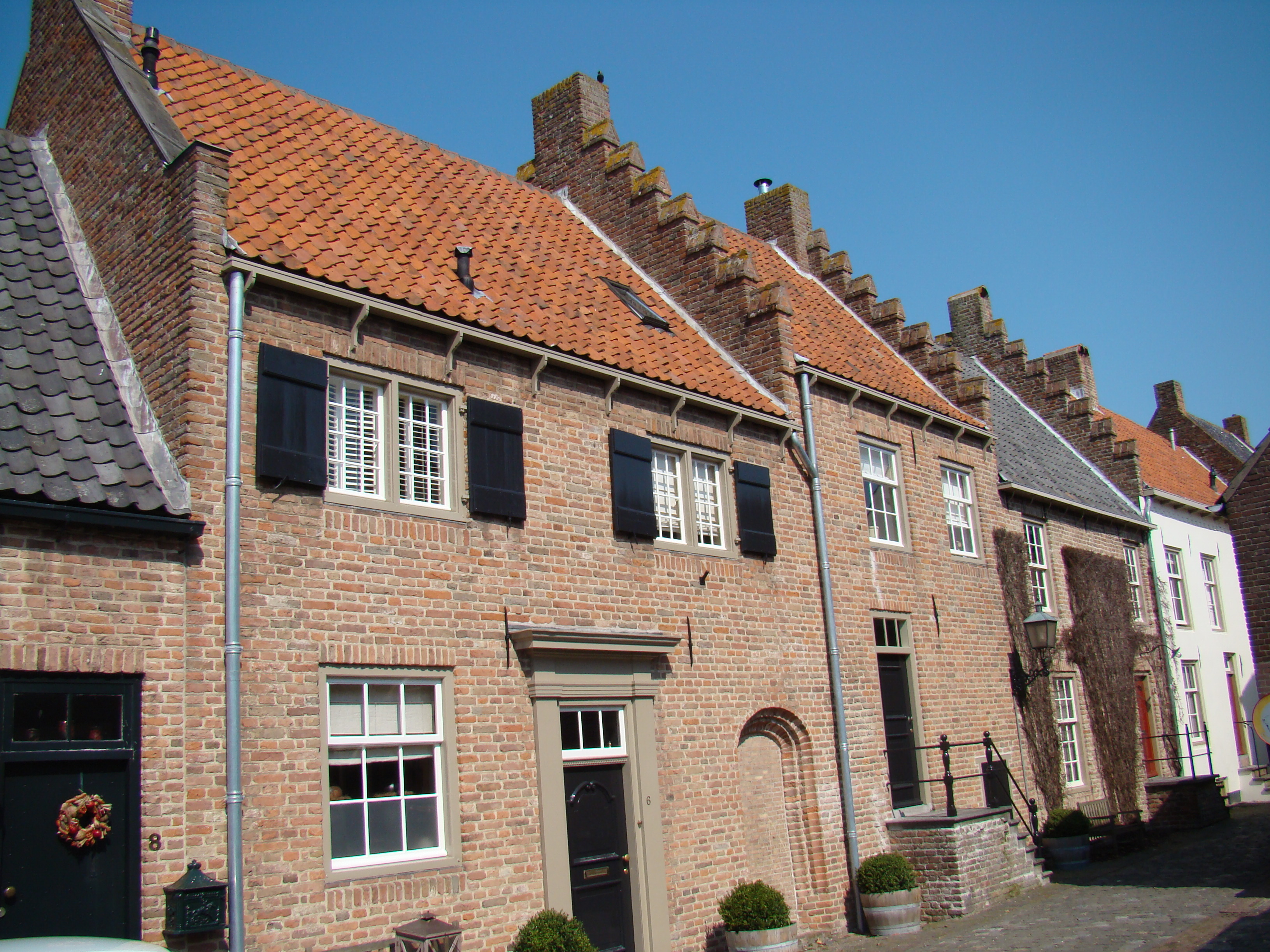
"Kasteelhuizen" (2010)
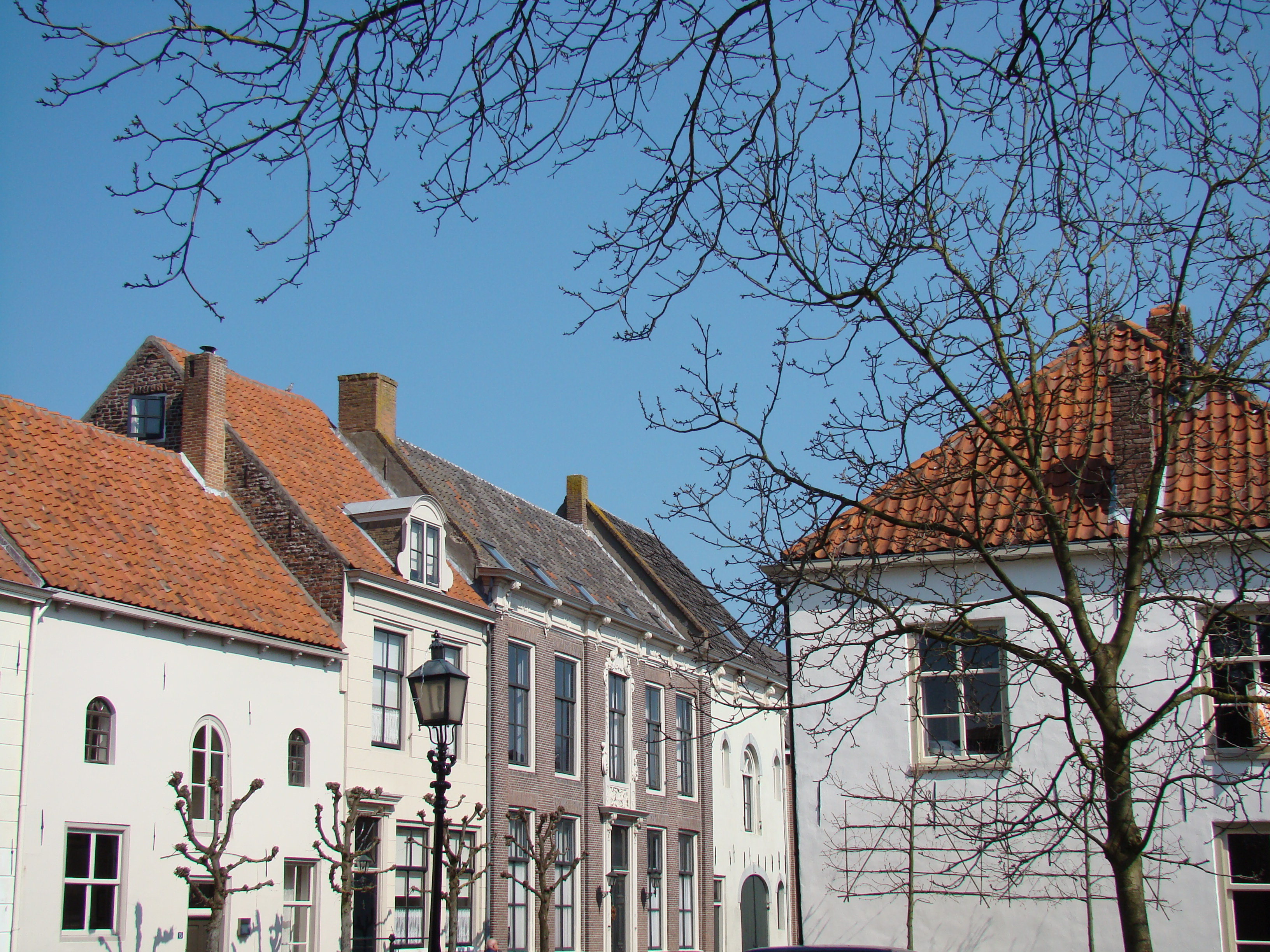
Herenstraat (2010)
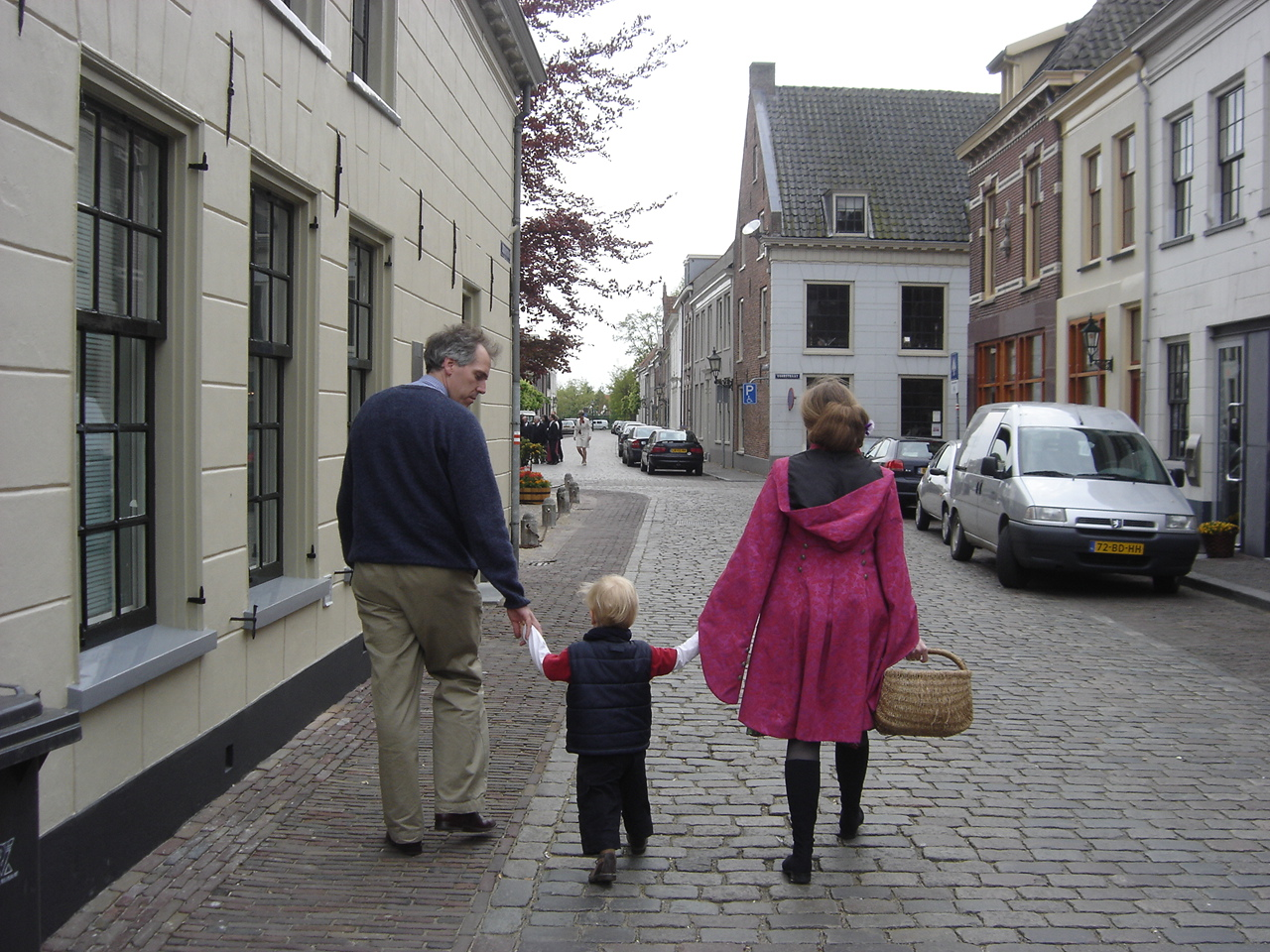
Wandelaars Herenstraat (2007)

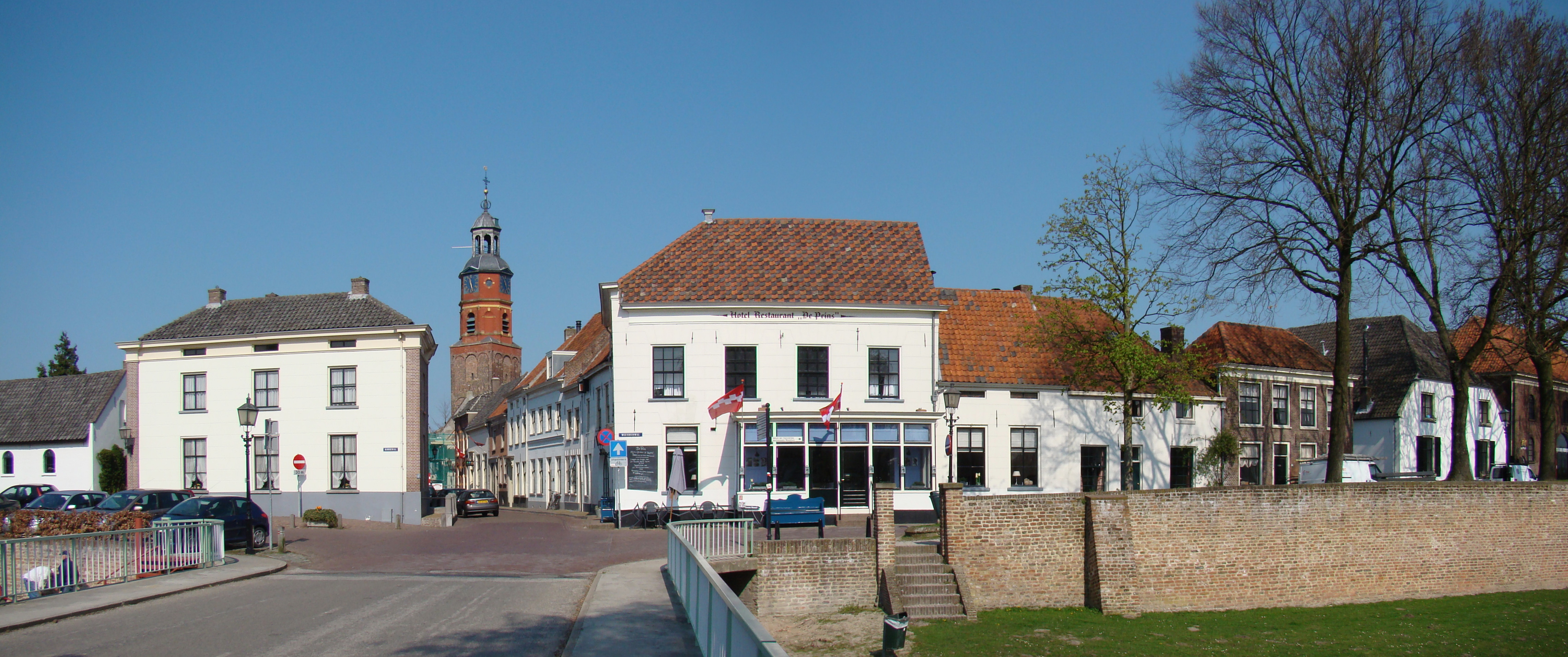
Zicht op Buren vanuit het zuiden

Hoofdplaats: Maurik

Stad: Buren

Dorpen: Asch · Beusichem · Buurmalsen (deels) · Eck en Wiel · Erichem · Ingen · Kapel-Avezaath (deels) · Kerk-Avezaath (deels) · Lienden · Ommeren · Ravenswaaij · Rijswijk · Zoelen · Zoelmond

Buurtschappen: Aalst · Bontemorgen · De Bosjes · Essebroek · Ganzert · De Heuvel · Hoog Kana · Hoogmeien · Klinkenberg · Leutes · Luchtenburg · Lutterveld · De Mars · Meerten · Meertenwei · Ommerenveld · Twee Sluizen · Zandberg · Zevenmorgen · Zwarte Paard

Gelderland: Steden en dorpen in Gelderland      Nederland: Provincies · Gemeenten
Aalten · Apeldoorn · Arnhem · Barneveld · Berg en Dal · Berkelland · Beuningen · Bronckhorst · Brummen · Buren · Culemborg · Doesburg · Doetinchem · Druten · Duiven · Ede · Elburg · Epe · Ermelo · Harderwijk · Hattem · Heerde · Heumen · Lingewaard · Lochem · Maasdriel · Montferland · Neder-Betuwe · Nijkerk · Nijmegen · Nunspeet · Oldebroek · Oost Gelre · Oude IJsselstreek · Overbetuwe · Putten · Renkum · Rheden · Rozendaal · Scherpenzeel · Tiel · Voorst · Wageningen · West Betuwe · West Maas en Waal · Westervoort · Wijchen · Winterswijk · Zaltbommel · Zevenaar · Zutphen
Steden en dorpen · Voormalige gemeenten · Nederland: Provincies · Gemeenten